# Citytv
Pour la station torontoise CITY-TV, voir CITY-DT
Pour les articles homonymes, voir City.
Citytv est un système de télévision canadien privé en langue anglaise détenu par Rogers Sports & Media. Le système consiste présentement en sept stations détenues et exploitées en Ontario, Colombie-Britannique, Alberta, Manitoba, Québec, et une chaîne spécialisée en Saskatchewan, ainsi que trois affiliés détenus par le Jim Pattison Group dans trois petits marchés en Colombie-Britannique et Alberta.
Citytv diffuse surtout les séries télévisées américaines simultanément avec les réseaux. Elle offre ainsi une programmation alternative aux réseaux CTV, CTV 2 et Global, qui sont ses principales rivales.

## Histoire

### CITY-TV
L'histoire de Citytv débute en 1972 lors du lancement de CITY-TV, en tant que station indépendante appartenant à Channel Seventy-Nine Ltd dont l'un des propriétaires est Moses Znaimer. Après un achat de parts, la station devient propriété de CHUM Limited en 1981.

### A-Channel
En septembre 1995, la station CKVR-TV de Barrie au nord de Toronto, appartenant à CHUM Limited s'est désaffiliée du réseau CBC afin d'adopter une nouvelle identité : The New VR, adoptant le style décontracté et la majorité de la programmation de CITY-TV. CHUM a fait l'acquisition en 1997 de stations de Baton Broadcasting qui adoptent l'identité NewNet : CHWI - The New WI (Windsor), CFPL - The New PL (London), CHRO - The New RO (Pembroke) et CKNX - The New NX (Wingham). CHUM a aussi lancé une nouvelle station en octobre 2001 CIVI - The New VI à Victoria (Colombie-Britannique).
À la suite d'acquisitions à Vancouver en 2000, Canwest a dû se départir de CKVU-TV, que CHUM a acheté en juillet 2001, transaction approuvée par le CRTC le 15 octobre. À cause de la proximité de Vancouver et Victoria, CKVU était autorisé à diffuser un maximum de 10 % de la programmation diffusée sur CIVI, et les bulletins de nouvelles devaient être séparées. CKVU est devenu une station Citytv le 22 juillet 2002.
En 2004, CHUM fait l'acquisition de Craig Media. Le 2 août 2005, les stations de Craig identifiées A-channel (CHWI à Winnipeg au Manitoba, CKEM Edmonton et CKAL Calgary en Alberta) sont devenues des stations Citytv alors que les stations NewNet (CKVR, CHRO, etc.) deviennent des stations A-channel.
Le 12 juillet 2006, CHUM a vendu ses actifs à CTVglobemedia, qui avait l'intention de conserver les stations Citytv et de vendre les stations A-channel. Le 8 juin 2007, le CRTC approuve la transaction à la condition que CTV se départisse des stations Citytv puisqu'elle possède déjà des stations dans les cinq villes. Le 11 juin, CTV annonce la conservation des stations A-channel et la vente des stations Citytv à Rogers Communications pour $375 millions. La transaction a été approuvée le 28 septembre par le CRTC et complétée le 31 octobre.

### Expansion
À l'été 2009, Canwest met fin au réseau E! canadien pour le 31 août 2009, dont les trois stations du Jim Pattison Group sont affiliées, localisées à Medicine Hat en Alberta, Kamloops et Prince George en Colombie-Britannique. Ces trois stations de petitts marchés s'affilient au réseau Citytv mais conservent leurs logos respectifs. Un renouvellement avec les stations du groupe Jim Pattison a eu lieu le 3 mai 2012.
Le 20 décembre 2011, Bluepoint annonce une entente d'affiliation avec Rogers afin de diffuser la programmation réseau de Citytv sur la chaîne Saskatchewan Communications Network (SCN) entre 15 h et 6 h, heure centrale, dès le 2 janvier 2012, sous le nom Citytv on SCN. Le 17 janvier 2012, Rogers a annoncé son intention de faire l'acquisition de SCN, sous approbation du CRTC. Approuvée par le CRTC le 21 juin 2012, la chaîne deviendra Citytv Saskatchewan et sera modernisée afin de diffuser en format haute définition.
Le 3 mai 2012, Rogers Communications a signé une entente avec Channel Zero afin de faire l'acquisition de CJNT-DT (Metro 14), sous approbation du CRTC à l'automne. Entretemps, Metro 14 est devenu un affilié hybride Citytv/Omni dont la programmation est accessible depuis le 4 juin, la programmation d'Omni servant de remplir les conditions de licence en contenu ethnique. La transaction a été approuvée le 20 décembre, et la programmation complète de City entre en vigueur le 4 février 2013, retirant toute la programmation ethnique qui se retrouvera sur International Channel/Canal International (ICI) à l'hiver 2014.
À partir d'octobre 2012, Citytv laisse tomber graduellement la partie « tv » de son nom, devenant City dans l'objectif de différencier le nom du réseau avec CTV. Le 31 décembre 2012, lors de son émission spéciale du Nouvel An, le réseau s'appelle City mais en septembre 2018, le réseau a réintroduit sa marque originale Citytv et ses comptes de médias sociaux.
Rogers a déplacé les opérations de Citytv Toronto vers l'immeuble Rogers à Bloor et Mount Pleasant en mars 2025.

### CitytvNow
En juin 2018, Rogers a annoncé le lancement d'un service étendu, CitytvNow (stylisé CitytvNOW), destiné aux clients authentifiés de fournisseurs de services de télévision partenaires, comme sa société sœur Rogers Cable. CitytvNow propose des saisons complètes (et plusieurs saisons précédentes) d'émissions diffusées sur Citytv. Pendant un temps, le service proposait également des programmes exclusifs non diffusés sur le réseau de diffusion.

### Citytv+
Le 12 avril 2022, Rogers a annoncé le lancement de Citytv+ (prononcé Citytv Plus ), une chaîne complémentaire pour Amazon Prime Video. Le service comprend la plupart des programmes disponibles sur Citytv et ses chaînes sœurs, dont Omni Television , ainsi que des programmes récents et sélectionnés diffusés par les réseaux canadiens FX et FXX. Le service succède à Shomi, une coentreprise entre Rogers Communications et Shaw Media, aujourd'hui disparue, avant la fusion de cette dernière avec Corus Entertainment ; et a été comparé au service StackTV de cette dernière société. Bravo a été ajouté après son relancement sous Rogers en septembre 2024.
Les flux linéaires en direct de la plupart des chaînes Citytv, ainsi que CityNews 24/7 , sont désormais accessibles gratuitement aux abonnés Amazon Prime via Prime Video. CityNews 24/7 est une chaîne d'information générale, similaire à celles proposées en ligne par Global News, et succède indirectement à CityNews Channel (qui a fonctionné de 2011 à 2013, après la séparation de Citytv et CP24 en 2009).
Le 1er janvier 2025, la plateforme de streaming authentifiée de Rogers a été relancée sous le nom de Citytv+, remplaçant les sites web et applications mobiles distincts de Citytv et de FX/FXX. L'accès aux nouvelles chaînes Warner Bros. Discovery de Rogers a été ajouté à cette plateforme et à l'extension Prime Video à cette même date, dont Discovery, HGTV, Food, Investigation Discovery, Magnolia, Motor Trend (en), Science Channel et Animal Planet.

## Programmation

### Séries originales
- Sydney Fox, l'aventurière (Relic Hunter) (1999–2002)
- Le Messager des ténèbres (The Collector) (2004–2006)
- Godiva's (2005–2006)
- Blood Ties (2007)
- Across the River to Motor City (en) (2007)
- Les Enquêtes de Murdoch (Murdoch Mysteries) (2008–2012, puis sur CBC)
- Less Than Kind (2008–2009)
- Seed (sitcom, 2013–2014)
- Package Deal (sitcom, 2013–2014)
- Mother Up! (animation, coproduction avec Hulu) (2014)
- Sunnyside (en) (sketches, 2015)
- Young Drunk Punk (en) (sitcom, coproduction avec la CBC)[20] (2015)
- Between (coproduction avec Netflix) (2015–2016)
- Second Jen (en)[21] (2016, puis sur Omni)
- Bad Blood: The Vito Rizzuto Story[21] (2017–2018)
- Hudson et Rex[22] (depuis le 25 mars 2019)
- The Murders (en)[22] (2019)
- Dead Still (coproduction avec l'Irlande, 2020)[23]
- Vagrant Queen (en) (coproduction avec l'Afrique du Sud, 2020)[23]
- Wong & Winchester (en) (2023)
- Law & Order Toronto: Criminal Intent (depuis 2024)

### Émissions et téléréalité
- CityLine (en) (1984–2024)
- Breakfast Television (en) (1989–en cours)
- Canada's Next Top Model (en) (2006–2007, puis sur CTV)
- Conviction Kitchen (en) (2009)
- My Rona Home (en) (2009–2010)
- Dussault Inc. (en) (2011-2012)
- The Quon Dynasty (en) (2011)
- Canada's Got Talent (2012, 2022–)
- The Bachelor Canada (en) (2012–2014)

## Stations
Ces stations sont détenues par Rogers :
- CITY - Toronto, Ontario
- CKVU (en) - Vancouver, Colombie-Britannique
- CKEM (en) - Edmonton, Alberta
- CKAL (en) - Calgary, Alberta
- CHMI (en) - Winnipeg, Manitoba
- City Saskatchewan (en) - Saskatchewan
- CJNT - Montréal, Québec

### Stations affiliées
- Jim Pattison Group :
  - CFJC (en) - Kamloops, Colombie-Britannique
  - CKPG (en) - Prince George, Colombie-Britannique

## Télévision numérique terrestre et haute définition
CITY Toronto a été la première station canadienne à diffuser en mode numérique terrestre, qui est entrée en ondes le 16 janvier 2003 et son signal haute définition est distribué partout au Canada. CKVU Vancouver est entré en ondes le 2 mars 2010, CKEM Edmonton le 26 mai 2010, CKAL Calgary le 31 août 2010, et CHMI Winnipeg est passé au numérique le 31 août 2011, date où les antennes analogiques ont été mis hors fonction dans les cinq marchés. Les affiliés du Jim Pattison Group se trouvent hors des marchés obligatoires et continuent à diffuser en mode analogique.

## Identité visuelle (logo)

Logo original de Citytv
Logo noir utilisé jusqu'en décembre 2012 et depuis septembre 2018
Logo noir utilisé jusqu'en septembre 2018